# Cala en Calderer
La Cala en Calderer està situada a l'illa de Menorca i concretament al nord del municipi d'Es Mercadal.
Aquesta cala està a 9 quilòmetres d'Es Mercadal, situada entre la punta del mateix nom i Cala Moragues. Aquest tram està a la vora dels termes municipals de Ferreries i Es Mercadal, per això la meitat de la platja pertany a cada un d'aquests municipis.
Aquesta platja verge, solitària, tranquil·la i amb escassos banyistes, és un entrant de mar que toca terra ferma que fa la forma de copinya, composta d'arena, roca i alga.

## Galeria d'imatges

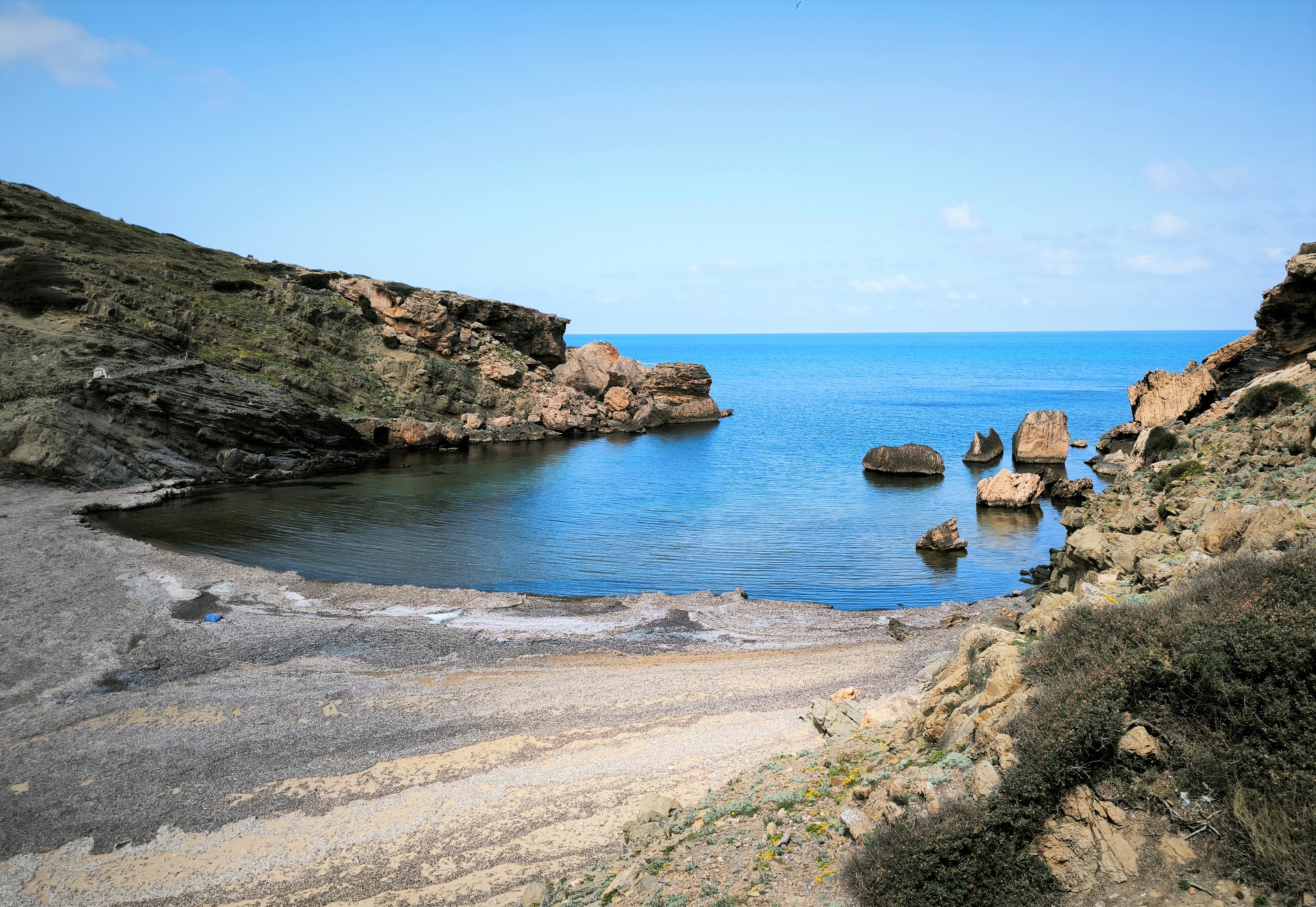
Cala Calderer
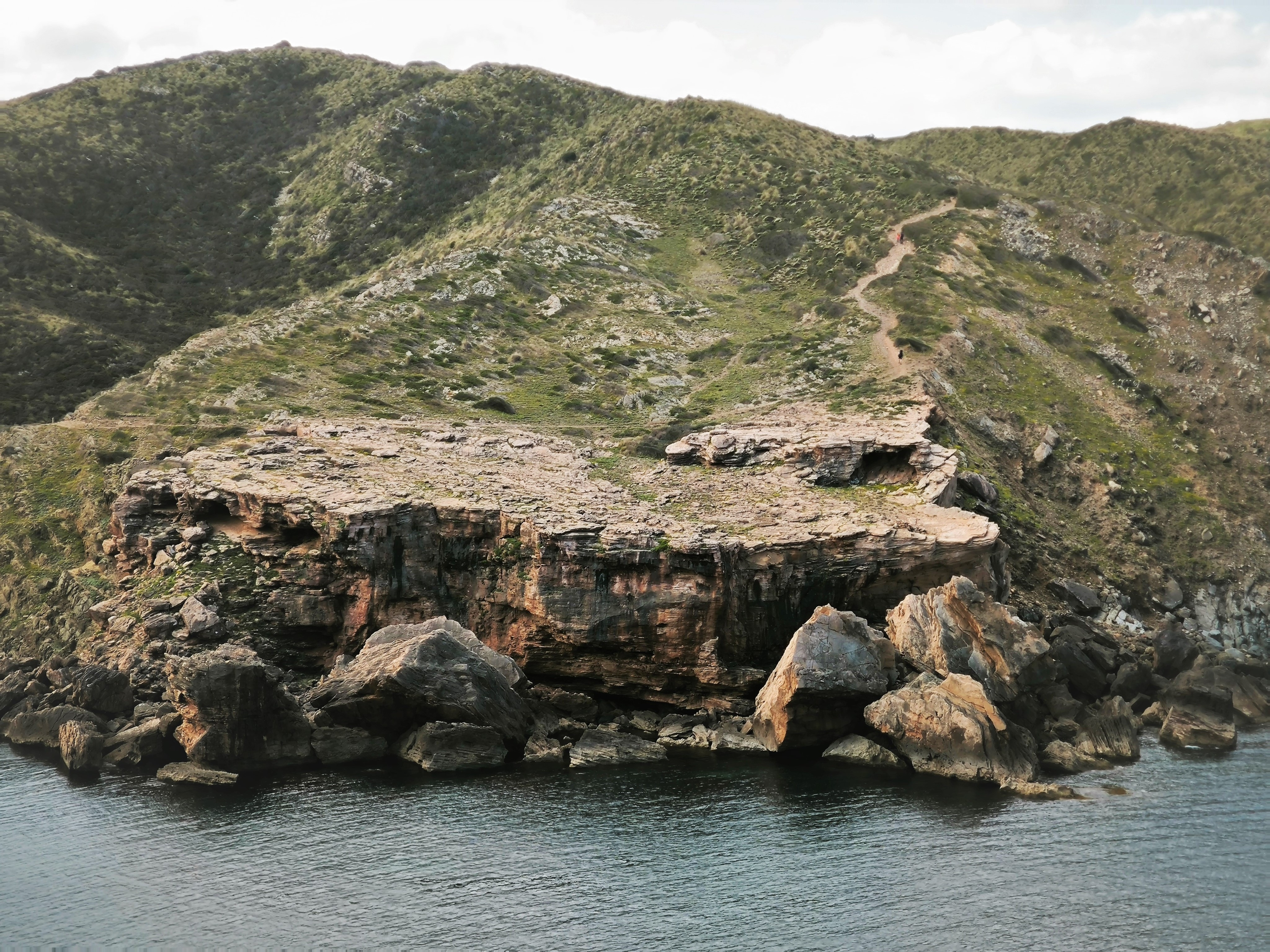
Cala Calderer
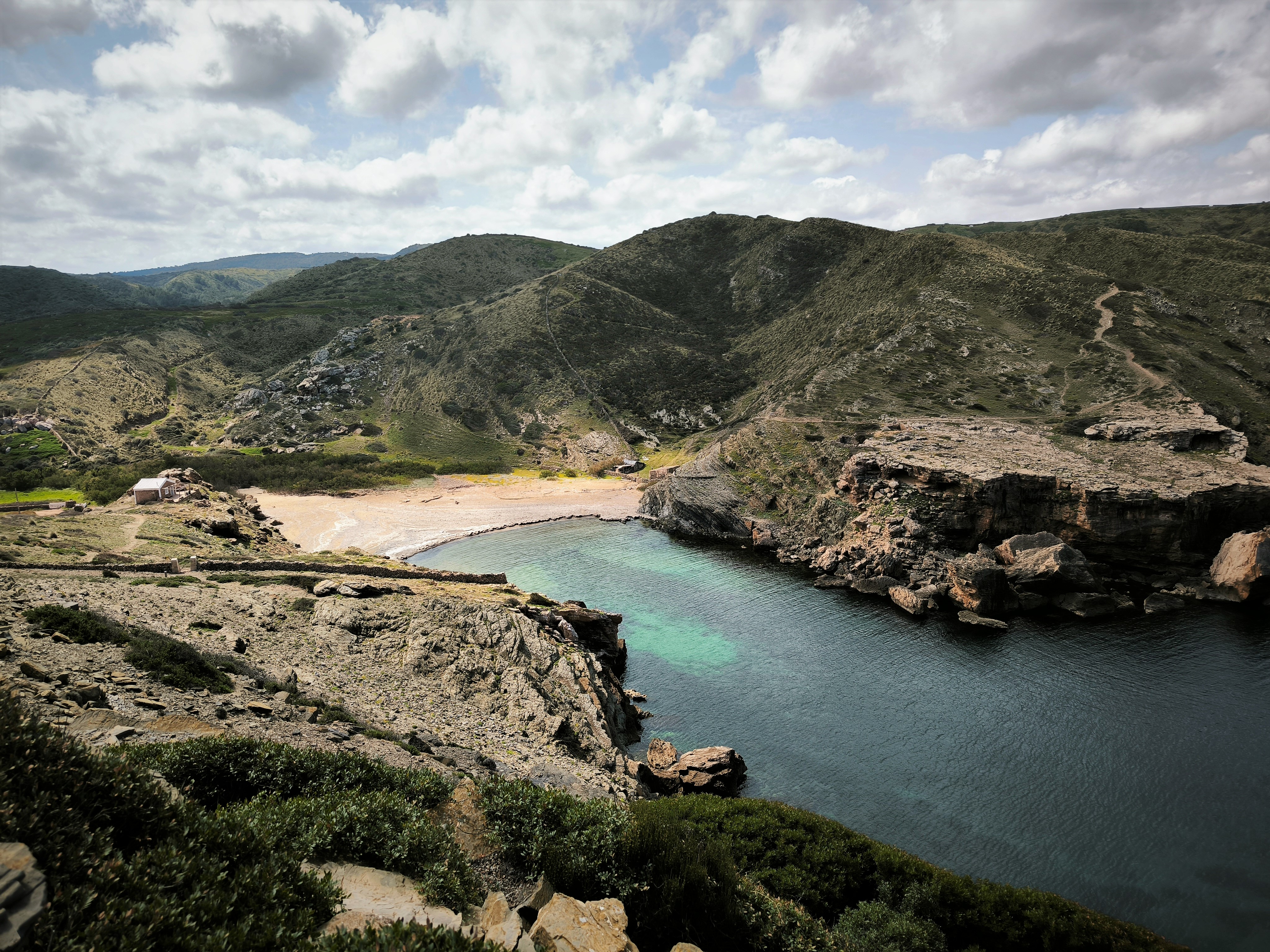
Cala Calderer
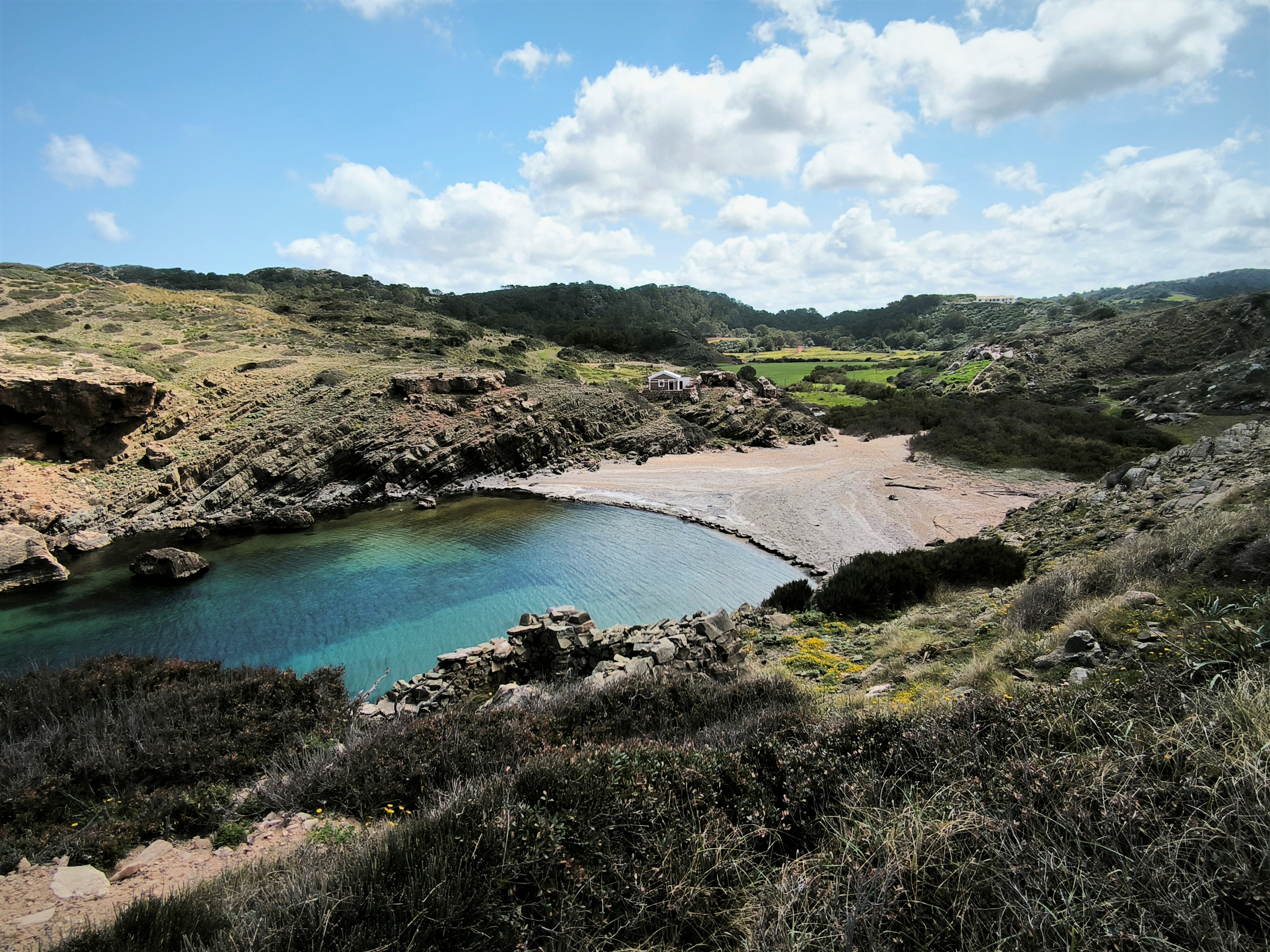
Cala Calderer